# 中国驻白俄罗斯大使馆
中华人民共和国驻白俄罗斯共和国大使馆，简称中国驻白俄罗斯大使馆，是中华人民共和国驻白俄罗斯的外交代表机构。

## 机构设置
中国驻白俄罗斯大使馆设置下列机构：
- 政治处
- 领事侨务处
- 经商处
- 办公室
- 科教文处
  - 科技组
  - 教育组
  - 文化组